# Guti (tribu)
Los guti, gutis o gutus fueron un pueblo del este del Tigris, que habitaba los montes Zagros a finales del III milenio a. C., y que antes del 2000 a. C. participaron en las luchas por dominar Acad, reino una parte del cual llegaron a ocupar primero brevemente (2180-2175 a. C.) y más tarde por más tiempo (2159-2116 a. C.). Aparecen en la Historia mundial cuando Naram-Sin, rey acadio, emprende una expedición punitiva en su contra. La famosa estela de Naram-Sin refleja el triunfo militar acadio. Sin embargo, un siglo después los gutis se cobraron su revancha al atacar al Imperio acadio, desmantelándolo. Los gutis se impusieron en Mesopotamia durante aproximadamente un siglo, hasta que —vencidos por el rey de la ciudad de Uruk, Utu-ḫegal— la resurrección política de la antigua ciudad sumeria de Ur reemplazó su poder definitivamente.

## Historia
Para poder comprender quiénes eran los gutis debemos plantearnos cómo era el mundo en el que aparecieron. Después del período de esplendor de la primera dinastía de Ur, la decadencia fue apoderándose de Sumer. 
A las luchas por la hegemonía siguieron otras; los pueblos semitas que merodeaban las ciudades comenzaron a establecerse en ellas; algunas tribus se relacionaban pacíficamente con los sumerios a través del comercio manteniendo su forma de vida nómada, y otras se dedicaron al pillaje. A pesar de que los sumerios aceptaban esta integración, preferían mantenerse aislados en lo familiar. De todos modos el pensamiento semita influyó en el pueblo sumerio, sobre todo porque con el tiempo los pacíficos invasores se convirtieron en mayoría.
Desde la fundación de la primera dinastía de Lagash en el año 2520 a. C. se habían sucedido varios reyes que, con alguna excepción, como Urukagina (2355 a. C.), primer gran reformador, en general solo habían buscado enriquecerse a costa del pueblo, propiciando la decadencia. El último de ellos fue Lugalzaggesi, quien en el año 2348 a. C. realizó una violenta unificación política del país. El afán de poder desmedido de Lugalzagesi, sus campañas de conquista y su mano dura en el gobierno, le fueron propicias a Sargón, quien tomó prestigio en la débil corte de Kish, se apoderó del trono, organizó a los guerreros semitas e hizo frente y venció a Lugalzagesi, que había derrotado a muchas ciudades estado previamente.
Sargón pertenecía a una de esas tribus semitas, los acadios, que se habían integrado al pueblo sumerio; tomó su nombre, que significa ‘rey verdadero’, al asumir el trono para legitimar el poder usurpado; por dos siglos Sumer permaneció en manos semitas y se convirtió en un estado militar y administrativo rígidamente organizado. Lugalzagesi, al unificar Sumer, había introducido mitos y ritos para sustentar su realeza, Sargón introdujo reformas más sustanciales al cambiar los nombres de los dioses y sus atribuciones, por ejemplo Ishtar por Inanna, donde la diosa pasa de madre dadora de vida y protectora a mujer sensual y guerrera que conserva la virilidad del poder.
A Sargón le suceden sus hijos Rimuš y Manitušu; ambos enfrentaron diversas sublevaciones sumerias pero los mayores peligros para ellos fueron las intrigas palaciegas.
Con Naram-Sin, nieto de Sargón, las sublevaciones se agravaron debido a que, si bien Sargón y sus hijos habían sojuzgado al país, al menos respetaron su religión; en cambio este rey la profanó, se divinizó antecediendo a su nombre el determinativo de la divinidad «dingir» y apareció en sus representaciones con la corona de cuernos propia de un Dios. En las revueltas tomó la ciudad de Nippur, destruyó el templo y se llevó lo sagrado.
Su muerte, sucedida poco tiempo después, marca el comienzo de un nuevo período de decadencia.
Sus sucesores no solo deben enfrentar nuevas y más importantes sublevaciones sumerias, sino también las incursiones de otras tribus semitas como los amorreos.
En este período caótico con muchos cambios de reyes y en el que los sumerios no podían terminar de organizarse, de algún lugar de las montañas bajaron los gutis, una horda de bárbaros según fuentes semitas, que arrasaron Agadé hasta no dejar ni memoria de su ubicación y destruyeron el Imperio Acadio. Pero ¿cómo podría una horda de bárbaros vencer a un ejército numeroso y bien organizado?
El hombre sumerio estaba profundamente imbuido de su religión, vivía por y para sus dioses y esto era lo que daba sentido a su vida entera. De fuentes sumerias de esa época vemos cómo entendía el poeta lo que estaba sucediendo a su nación.
Los gutis devastaron Uruk, Ur, Kish y Lagash, ciudades que se recuperaron con el tiempo; en cambio Agadé desapareció completamente, y parece que el pueblo de Sumer ha saludado esta incursión como liberadora.
Luego de la destrucción del imperio acadio los gutis dejaron guarniciones en puntos neurálgicos en el norte y establecieron su propia dinastía que, aunque con evidente influencia semítica se integró rápidamente a la cultura sumeria.
Después de un tiempo los reyes gutis dedicaron sus ofrendas en los templos sumerios, aquellos que los primeros invasores habían despojado. Aquí da comienzo la época de florecimiento más importante del pueblo sumerio, con carácter más económico-cultural que político, cuyo mayor exponente es la ciudad de Lagash. Gudea, su rey, toma el título de patesi o ensi, que abarcaba tanto lo religioso como lo civil, y gobierna con ideales basados en el orden y la justicia. Vemos aquí una vuelta a la organización sumeria de tiempos anteriores a las infiltraciones extranjeras.
Si poco se sabe de esta remota época menos aún se conoce de los gutis, de quienes en general se repite «horda de bárbaros» incivilizados, destructores «dragones de montaña» pero hay algunos hechos que pueden analizarse desde otra óptica.
Seguramente no eran una horda desordenada y contaron con el caos reinante en Súmer debido a las sublevaciones del pueblo sometido. Arrasaron completamente Agadé y también otras ciudades fuertes que estaban en poder de los semitas, cortaron las redes de transporte y comunicación y sembraron el pánico con el fin de impedir que los semitas se reorganizaran nuevamente.
Una vez logrado el dominio permitieron a los sumerios reconstruir sus ciudades y su cultura, hasta el punto que Lagash resurgió alcanzando el máximo desarrollo de su historia.
También la etimología de su nombre puede ser esclarecedora, los sumerios llamaban Gutium a este pueblo, vocablo que significa ‘madre que tiene el cordón de la vida’.
Los gutis fueron llamados «dragones de las montañas».
Se debe tener en cuenta la relación entre este pueblo y Enki ―más tarde llamado Ea― dios de la sabiduría, señor de la magia, es uno de los tres dioses más importantes con Enlil y Anu de la cultura mesopotámica, llamado «gran dragón» y «soberano».

## Imperio parto
Durante el reinado de Mitrídates II se menciona una campaña victoriosa contra una tribu denominada guti. La expedición punitiva fue en venganza por la muerte de su hermano Artaban, que había caído combatiéndolos.

## Reyes gutis
- Erradupizir, hacia el 2220-2202 a. C.
- Imta 2202-2199 a. C.
- Inkishush 2199-2195 a. C.
- Sarlabag 2195-2192 a. C.
- Shulme 2192-2186 a. C.
- Elulumesh 2186-2180 a. C.
- Inimabakesh 2180-2175 a. C.
- Igeshaush 2175-2169 a. C.
- Iarlabag 2169-2154 a. C.
- Ibate 2154-2151 a. C.
- Iarlanbag 2151-2148 a. C.
- Karum 2148-2147 a. C.
- Kabilkin 2147-2144 a. C.
- Laerabum 2144-2142 a. C.
- Irarum 2142-2140 a. C.
- Ibrahum 2140-2139 a. C.
- Khalbum 2139-2137 a. C.
- Puzursin 2137-2130 a. C.
- Iarlaganda 2130-2123 a. C.
- Sium 2123-2116 a. C.
- Tirigan 2116 a. C.